# HD 147018
HD 147018 és una estrella tipus G de la seqüència principal en la constel·lació del Triangle Austral. Té una magnitud visual aparent d'aproximadament 8,4. L'agost del 2009, es va informar que dos planetes extrasolars, HD 147018 b i HD 147018 c orbitaven al voltant de l'estrella. Els planetes es van trobar mitjançant el mètode de la velocitat radial, emprant l'espectrògraf CORALIE de l'Observatori de La Silla a Xile.
| Companya (per ordre des de l'estrella) | Massa           | Semieix major (ua) | Període orbital (dies) | Excentricitat   | Inclinació | Radi |
| -------------------------------------- | --------------- | ------------------ | ---------------------- | --------------- | ---------- | ---- |
| b                                      | ≥2.12 ± 0.07 MJ | 0.2388 ± 0.0039    | 44.236 ± 0.008         | 0.4686 ± 0.0081 | —          | —    |
| c                                      | ≥6.56 ± 0.32 MJ | 1.922 ± 0.039      | 1008 ± 18              | 0.133 ± 0.011   | —          | —    |